# Шикін Йосип Васильович
Йосип Васильович Шикін (8 вересня 1906, сеоло Личово Владимирської губернії, тепер Гаврилово-Посадського району Івановської області, Російська Федерація — 30 липня 1973, місто Москва) —  радянський партійний і державний діяч, військовий політпрацівник, дипломат. Генерал-полковник (8.09.1945). Член Центральної Ревізійної Комісії КПРС (1956—1973). Депутат Верховної Ради СРСР 2-го скликання.

## Біографія
Народився в селянській родині.
Член ВКП(б) з 1927 року.
У 1931 році закінчив Комуністичний вищий навчальний заклад імені Крупської у Москві.
У 1931—1934 роках — завідувач навчально-виробничої частини школи фабрично-заводського навчання і завідувач відділу підготовки кадрів Горьковського автомобільного заводу.
У 1934—1939 роках — на партійній роботі в місті Горькому: 1-й секретар Автозаводського районного комітету ВКП(б) міста Горького.
З 1939 року — служба в Червоній армії. У 1939 році закінчив Курси вищого політичного складу РСЧА.
З листопада 1939 по серпень 1940 року — начальник Політичного відділу Військово-Електротехнічної Академії РСЧА.
У 1940—1941 роках — заступник начальника Управління політичної пропаганди Ленінградського військового округу. Учасник німецько-радянської війни  з червня 1941 року.
У 1941—1942 роках — член Військової Ради Північного фронту, начальник Політичного управління Ленінградського і Волховського фронтів.
У липні 1942—1945 роках — заступник начальника Головного політичного управління РСЧА.
2 серпня — 20 грудня 1945 року — член Військової ради Головного командування радянських військ на Далекому Сході.
У вересні 1945 — лютому 1949 року — начальник Головного політичного управління Радянської армії.
У лютому 1949 — березні 1950 року — начальник Військово-політичної академії імені Леніна.
У березні 1950 — листопаді 1960 року — інспектор ЦК ВКП(б); заступник, 1-й заступник завідувача відділу партійних органів ЦК КПРС по союзних республіках.
24 листопада 1960 — 21 січня 1963 року — надзвичайний і повноважний посол СРСР в Народній Республіці Албанії. 27 вересня 1961 року відкликаний до Москви у зв'язку з погіршенням радянсько-албанських відносин.
У 1962—1965 роках — 1-й заступник голови Комітету партійно-державного контролю ЦК КПРС і Ради міністрів СРСР.
У грудні 1965 — 30 липня 1973 року — 1-й заступник голови Комітету народного контролю СРСР.

## Дипломатичний ранг
- надзвичайний і повноважний посол (1960)

## Звання
- генерал-майор (6.12.1942)
- генерал-лейтенант (7.02.1944)
- генерал-полковник (8.09.1945)

## Нагороди
- два ордени Леніна
- орден Жовтневої Революції
- два ордени Червоного Прапора
- орден Суворова I ступеня.
- орден Трудового Червоного Прапора
- орден Червоної Зірки